# 1990 en Belgique
Chronologie de la Belgique
- 1986
- 1987
- 1988
- 1989
- 1990
- 1991
- 1992
- 1993
- 1994

Cette page concerne des événements qui se sont produits durant l'année 1990 du calendrier grégorien, en Belgique.

## Chronologie

### Janvier
- Plusieurs tempêtes, dont la tempête Daria, frappent la Belgique à partir du 25 janvier, causant 11 morts et 40 blessés pendant 35 jours[1].

### Février
- 28 février: dernière tempête de la série des tempêtes hivernales enregistrées sur le territoire national[2]..

### Mars
- 29 mars: la loi Lallemand-Michielsen dépénalisant partiellement l'interruption volontaire de grossesse est adoptée. Fidèle à ses convictions religieuses, le roi Baudouin refuse de contresigner cette loi, qui est promulguée le 3 avril[3].

### Avril
- 3 avril :  sur base de l'article 93 de la Constitution, le gouvernement constate que le roi est « dans l'impossibilité de régner », ce qui permet de promulguer la loi Lallemand-Michielsen.
- 5 avril : le roi est rétabli dans ses fonctions après un vote des Chambres réunies constatant que l'impossibilité de régner a pris fin.

### Juin
- 2 juin : Un Piper Aerostar et un Embraer EMB 120 de la compagnie Delta Air Transport se percutent en plein vol près de l'aéroport d'Anvers, faisant 4 morts[4].
- 26 juin : loi dissolvant officiellement la société nationale des chemins de fer vicinaux (SNCV), à la suite de la troisième réforme de l'État qui donna aux régions la compétence du transport urbain, créant la société De Lijn pour la région flamande et la société TEC pour la région wallonne.

## Culture

### Cinéma
- Koko Flanel, de Stijn Coninx et Jef Van de Water.

### Littérature
- Prix Victor-Rossel : Philippe Blasband, De cendres et de fumées.

## Sciences
- Prix Francqui : Thierry Boon (sciences médicales, UCL)

## Naissances
- 25 janvier : Tom Boon, joueur de hockey sur gazon.
- 30 janvier : Felix Denayer, joueur de hockey sur gazon.
- 16 octobre : Antoine Demoitié, coureur cycliste († 27 mars 2016).
- 7 décembre : David Goffin, joueur de tennis.
- 24 décembre : Thomas Van der Plaetsen, athlète.
- 26 décembre : Steve Bekaert, coureur cycliste.

## Décès
- 5 mars : Karel Thijs, coureur cycliste (° 26 mai 1918).
- 13 mai : Albert Hendrickx, coureur cycliste (° 19 juillet 1916).
- 3 août : Louis Namèche, homme politique (° 8 décembre 1915).
- 11 décembre : Fernand Collin, avocat et homme d'affaires (° 18 décembre 1897).
- 18 décembre : Max Servais, écrivain et illustrateur (° 23 juillet 1904).

## Statistiques
- Population totale au 1er janvier 1990 : 9 947 782 habitants[5].